# Servicio Catalán de Salud
El Servicio Catalán de Salud o CatSalut (Servei Català de la Salut en catalán) es el organismo encargado del sistema de prestaciones sanitarias públicas en la Comunidad autónoma de Cataluña, integrado en el Sistema Nacional de Salud de España, creado en 1986, y que sustituyó al Insalud en esa comunidad.
El Servicio Catalán de la Salud (CatSalut), es un ente público de carácter institucional dependiente de la Generalidad de Cataluña y adscrito al Departamento de Salud. Fue creado en 1990 por la Ley de Ordenación Sanitaria de Cataluña (LOSC).
Su misión es garantizar la atención sociosanitaria de los ciudadanos de Cataluña mediante la contratación de servicios sanitarios con centros e instituciones sanitarias, denominados centros proveedores del CatSalut, a través de la figura del concierto. En efecto, CatSalut actúa como una aseguradora pública para todos los ciudadanos de Cataluña.

## Zonas sanitarias
Los servicios están organizados territorialmente en siete distritos sanitarios, uno por cada ámbito funcional del Plan territorial general de Cataluña:
- Región Sanitaria Alto Pirineo y Aran, con sede en Tremp: Alto Urgel, Alta Ribagorza, Baja Cerdaña, Pallars Jussá, Pallars Sobirá, Valle de Arán.

- Región Sanitaria Lérida (ámbito de Ponente), con sede en Lérida: Las Garrigas, Noguera, Plana de Urgel, Segarra, Segriá, Urgel.

- Región Sanitaria Camp de Tarragona, con sede en Tarragona: Alto Campo, Bajo Campo, Bajo Panadés, Cuenca de Barberá, El Priorato, Tarragonés.

- Región Sanitaria Tierras del Ebro, con sede en Tortosa: Bajo Ebro, Montsiá, Ribera de Ebro, Tierra Alta.

- Región Sanitaria Gerona (ámbito Comarcas gerundenses), con sede en Gerona: Alto Ampurdán, Bajo Ampurdán, La Garrocha, Gironés, Pla de l'Estany, Ripollés, Selva.

- Región Sanitaria Cataluña Central, con sede en Manresa: Noya, Bages, Bergadá, Osona, Solsonés.

- Región Sanitaria Barcelona: Barcelonés.

- Región Sanitaria Metropolitana Norte: El Maresme, Vallés Occidental, Vallés Oriental.

- Región Sanitaria Metropolitana Sur: Alto Panadés, Bajo Llobregat, Garraf.

## Caso Innova
Desde 2012, dos de los principales responsables de CatSalut entre el 1998 y el 2006, Josep Prat Domènech (director del Servicio entre 1998 y 2003) y Carles Mantiene Fors (director general del 2004 al 2006), se encuentran implicados al Caso Innova.